# Schizura ustipennis
Schizura ustipennis är en fjärilsart som beskrevs av Walker 1865. Schizura ustipennis ingår i släktet Schizura och familjen tandspinnare. Inga underarter finns listade.